# Новоселівка (Преображенська сільська громада)
Новосе́лівка — село в Україні, в Пологівському районі Запорізької області. Населення становить 540 осіб.

## Географія
Село Новоселівка знаходиться на березі річки Жеребець, вище за течією на відстані 2 км розташоване село Комсомольське (Гуляйпільський район), нижче за течією на відстані 2 км розташоване село Єгорівка. Річка в цьому місці звивиста, утворює лимани і стариці. Через село проходить автомобільна дорога Т 0814.
Відстань до райцентру становить близько 22 км і проходить автошляом Т 0814, який переходить у Т 0408.

## Історія
Село засноване в першій половині XIX століття як село Крейцеве.
В 1861 році перейменоване в село Новоселівка-Друга.
Під час організованого радянською владою Голодомору 1932—1933 років померло щонайменше 142 жителі села.
В 1945 році перейменоване в село Новоселівка.

## Населення

### Мова
Розподіл населення за рідною мовою за даними перепису 2001 року:
| Мова       | Кількість | Відсоток |
| ---------- | --------- | -------- |
| українська | 525       | 97.22%   |
| російська  | 14        | 2.59%    |
| білоруська | 1         | 0.19%    |
| Усього     | 540       | 100%     |

## Економіка
- «АФ Новоселівська», ТОВ.

## Об'єкти соціальної сфери
- Школа.
- Дитячий садочок.
- Будинок культури.
- Фельдшерсько-акушерський пункт.

## Відомі люди
- Доценко Тарас Степанович (1907—1970) — Герой Радянського Союзу.